# Миколаївський південноросійський робітничий союз
«Південноросійський робітничий союз» або «Союз миколаївських робітників» — нелегальна соціал-демократична організація, перша соціал-демократична організація в Миколаєві.

## Історія

### Діяльність

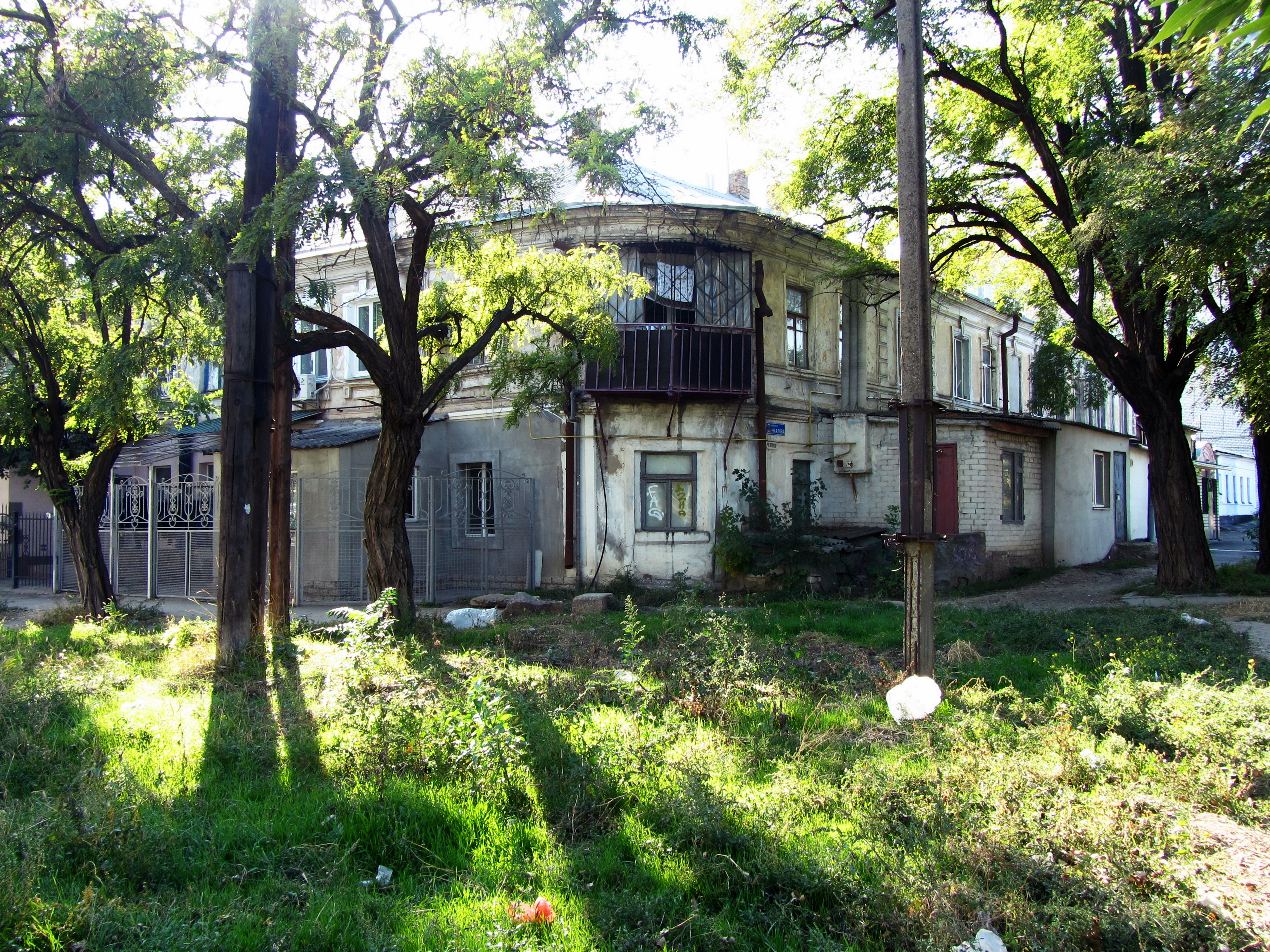
Будівля, де проходило у 1897 р. засідання «Союзу миколаївських робітників». Миколаїв, вулиця Громадянська, 33

Заснований навесні 1897 року в Миколаєві. Організацію назвали «Південноросійським робітничим союзом», маючи на меті втягнути до неї й інші міста України. Об'єднував 9 робітничих гуртків, до яких входило від 250 до 300 фабрично-заводських робітників міста. На той час в Миколаєві нараховувалось близько 8 000 заводських робітників та близько 2 000 ремісничих. Культурний рівень робочих, як і заробіток, були порівняно високі. Безграмотні складали незначний відсоток. У складі молодіжного гуртка організації, що налічував 20 чоловік, 12 закінчили Миколаївську ремісничу портову школу. Організаторами й керівниками Миколаївського «Південноросійського робітничого союзу» були столяр Роман Коротков та електротехнік Іван Мухін. У союз входили брати Ілля та Григорій Соколовські, сестри Марія та Олександра Соколовська (згодом дружина Льва Троцького), Лев Бронштейн, садовник Франц Швиговський (чех за національністю), студент Григорій Зів, робітники Нестеренко, Бабенко, Єфимов, Трофимов, акушерки Вонська і Погребитська та інші. Найстаршим революціонерам Івану Мухіну і Францу Швиговському було по 28 років. Перший став керівником організації. Невдовзі провідну роль в союзі почав відігравати наймолодший з її організаторів, 17-річний Лев Бронштейн, що згодом став всесвітньовідомим під псевдонімом «Троцький». На той час він мав інший псевдонім — «Львов». Бронштейн виступав перед робітниками на сходках, які проходили в Лісках, у Спаському урочищі. Його гострі статті в газеті, а також написані ним прокламації, привертали увагу робітників, він користувався серед них популярністю.
«Союз» проводив пропагандистську й агітаційну роботу серед місцевих робітників і водночас підтримував зв'язки з робітничими осередками Києва, Катеринослава (нині місто Дніпро), Одеси та інших міст України, звідки одержував нелегальну літературу. При «Союзі» було створено касу для допомоги робітникам, що брали участь у страйках, діяла друкарня, в якій було надруковано 10 листівок і 3 номери газети «Наше дело». Все місто говорило про революціонерів, які наводнили своїми прокламаціями Миколаїв.
Вплив організації постійно розширювався. Їй пощастило встановити зв'язки із солдатами 58-го піхотного полку й організувати там гурток.

### Розгром
За спогадами Троцького видав організацію тесля на прізвище Нестеренко, який зв'язався з поліцією. Члени організації ні в чому його не підозрювали — Нестеренко зі своїм сином навіть склали українську думу про Карла Маркса, яку співали разом члени союзу.
28 січня 1898 року в Миколаєві пройшли масові арешти. Затримали понад 200 осіб. Спочатку заарештовані містилися в старій Миколаївській в'язниці, яка за спогадами Льва Троцького зовсім не була пристосована до великої кількості в'язнів, особливо політичних.. Там їх утримували 3 тижні, потім ув'язнених перевели в Херсон, а останні місяці перед судом їх тримали в Одеській каторжній в'язниці. В останній Бронштейн і взяв собі псевдонім «Троцький» на прізвище місцевого тюремного наглядача. Слідство велося 2 роки. Було опитано 111 свідків. До судової відповідальності було притягнуто 28 осіб.
10 жовтня 1899 року був підписаний вирок, за яким частина обвинувачених висилалась з Миколаєва під гласний нагляд поліції. Серед них: Роман Коротков, Іван Мухін і Марія Соколовська. Інші члени організації були вислані до Вятської губернії на 2 роки. Найбільше покарання — 4 роки заслання до Східного Сибіру отримали Лев Бронштейн, Олександра Соколовська та два її брата, Ілля та Григорій Соколовські. В Московській пересильній в'язниці Олександра Соколовська та Лев Бронштейн обвінчалися і як законне подружжя на заслання в селище Усть-Кут Преображенської волості вирушили разом.
У державному архіві Миколаївської області зберігається прохання Іркутському губернатору від батьків Лева Бронштейна. У ньому вони пишуть, що Олександра Соколовська, яка старша за їх сина майже на 10 років, збила його з прямого шляху і хоче поєднатися з ним шлюбом, щоб разом вирушити на поселення. Вони висловили побоювання, що цей шлюб загрожує їхньому синові повною моральною загибеллю і впевненість, що без впливу Соколовської він виправиться і після відбуття покарання повернеться в сім'ю і зробиться корисним громадянином. Але на той час Лев і Олександра вже стали подружжям.